# Heniochus acuminatus
Cá chim cờ (Danh pháp khoa học: Heniochus acuminatus) là một loài cá biển thuộc chi Heniochus trong Họ Cá bướm. Loài này được mô tả lần đầu tiên vào năm 1758.

## Từ nguyên
Tính từ định danh acuminatus trong tiếng Latinh có nghĩa là "sắc nhọn", không rõ hàm ý, có lẽ đề cập đến gai vây lưng thứ tư vươn lên rất dài của loài cá này.

## Phạm vi phân bố và môi trường sống
H. acuminatus xuất hiện rộng rãi ở khu vực Ấn Độ Dương - Thái Bình Dương. Từ vịnh Ba Tư dọc theo bờ biển Đông Phi, H. acuminatus được phân bố trải dài về phía đông đến hầu hết các đảo quốc thuộc châu Đại Dương (giới hạn đến quần đảo Société, không được tìm thấy tại quần đảo Hawaii và quần đảo Marquises), ngược lên phía bắc đến vùng biển phía nam Biển Nhật Bản, xa về phía nam đến bang New South Wales (Úc) và đảo Lord Howe.
Ở Việt Nam, H. acuminatus được ghi nhận tại cù lao Chàm (Quảng Nam); bờ biển Ninh Thuận; cù lao Câu (Bình Thuận); vịnh Xuân Đài (Phú Yên); vịnh Vân Phong và vịnh Nha Trang (Khánh Hòa); Côn Đảo; đảo Phú Quốc và quần đảo An Thới (Kiên Giang); cùng quần đảo Hoàng Sa và quần đảo Trường Sa.
H. acuminatus sống tập trung ở đới sườn dốc của rạn viền bờ và rạn san hô trong đầm phá sâu, cũng có thể bắt gặp loài này ở vùng biển nông. Độ sâu lớn nhất mà H. acuminatus được tìm thấy là 178 m, được ghi nhận ở Nouvelle-Calédonie.
H. acuminatus đã 3 lần được ghi nhận ở ngoài khơi bờ biển đông nam Brasil. Hai giả thuyết giải thích cho sự xuất hiện của H. acuminatus tại khu vực này: được thả ra từ bể cá hoặc theo hải lưu phân tán đường dài từ Ấn Độ Dương vào Đại Tây Dương, băng qua Nam Phi. Tương tự, H. acuminatus vài lần được nhìn thấy ở bờ biển phía đông nam bang Florida, nhiều khả năng cũng là cá cảnh được thả ra biển.

## Mô tả

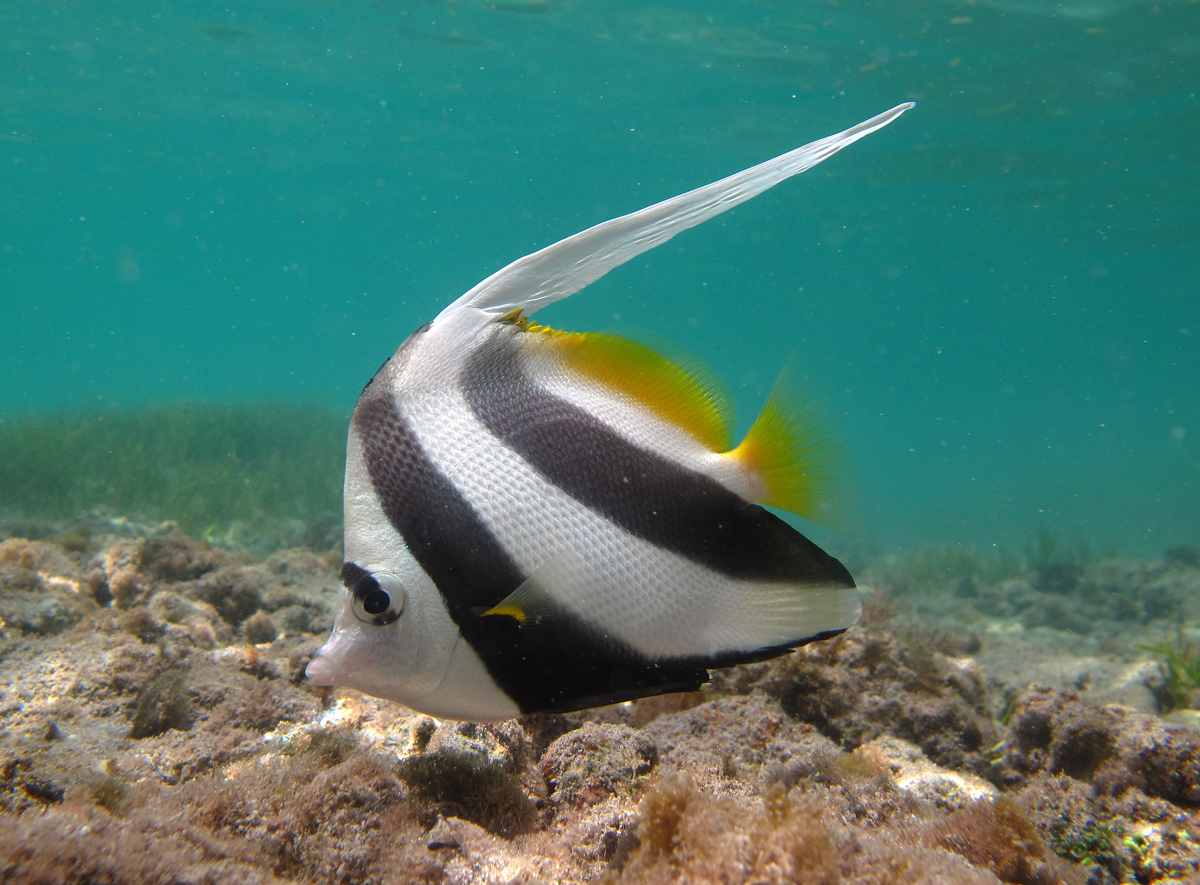
H. acuminatus đang lớn

H. acuminatus có chiều dài cơ thể lớn nhất được ghi nhận là 25 cm. Gai vây lưng thứ tư của H. acuminatus vươn dài (thường dài hơn chiều dài cơ thể) và có màu trắng. Thân màu trắng với hai dải sọc đen: dải thứ nhất từ lưng kéo dài xuống toàn bộ vây bụng, dải thứ hai từ giữa vây lưng băng chéo xuống nửa sau của vây hậu môn. Phần vây mềm của vây lưng và toàn bộ vây đuôi màu vàng. Phía trên mắt có một vệt đen.
H. acuminatus thường bị nhầm lẫn với Heniochus diphreutes do kiểu hình của hai loài rất giống nhau. Nếu quan sát kỹ, có thể thấy:
- Đường biên giữa hai vùng màu đen/trắng của H. acuminatus nằm cao hơn một chút so với vị trí chóp vây, còn đường biên này ở H. diphreutes nằm ngay vị trí chóp vây.
- Chóp vây hậu môn của H. acuminatus bo tròn hơn, còn chóp vây này của H. diphreutes tạo thành một góc vuông.
- Phần ngực của H. acuminatus phẳng, còn ngực của H. diphreutes căng tròn hơn.
- Mõm của H. acuminatus dài hơn so với H. diphreutes.[20]
- H. acuminatus có ít hơn H. diphreutes một tia gai vây lưng.[18]

Số gai ở vây lưng: 11 (rất hiếm khi là 12); Số tia vây ở vây lưng: 24–27; Số gai ở vây hậu môn: 3; Số tia vây ở vây hậu môn: 17–19; Số tia vây ở vây ngực: 15–18; Số gai ở vây bụng: 1; Số tia vây ở vây bụng: 5; Số vảy đường bên: 47–54.

## Sinh thái học
Không chỉ khác nhau về kiểu hình, cả hai loài H. acuminatus và H. diphreutes cũng có sự khác biệt trong hành vi. H. acuminatus sống đơn độc (cá con) hoặc theo cặp (cá trưởng thành) và bơi gần đáy biển, còn H. diphreutes có xu hướng hợp thành đàn và bơi cách xa đáy biển.
H. acuminatus là loài ăn tạp, thức ăn chủ yếu của chúng là động vật phù du và nhiều loài thủy sinh không xương sống ở đáy biển. Cá con có thể ăn các loài giáp xác ký sinh trên cơ thể những loài cá khác.

## Thương mại
H. acuminatus cùng với Chelmon rostratus là hai loài cá bướm phổ biến nhất trong hoạt động thương mại cá cảnh, với khoảng 42.000 cá thể được bán ra trong giai đoạn 1988–2002.
H. acuminatus cũng là một loài cá cảnh thường xuyên được xuất khẩu. Tại Hoa Kỳ, loài cá này được bán với giá khoảng 40 đến 60 USD một con.